# Sacha Goerg
Sacha Goerg, né le 30 mai 1975 à Genève, est un dessinateur et scénariste de bande dessinée d'origine suisse, vivant aujourd'hui[Quand ?] à Bruxelles. Il est un des membres fondateurs de la maison d'édition L'employé du Moi. Depuis 2010, il participe régulièrement à la série en ligne Les Autres Gens.

## Biographie
En 2012, Dargaud publié son album La Fille de l'eau, qui lui vaut à l'automne le prix Rodolphe-Töpffer récompensant le meilleur album genevois de l'année.

## Œuvres publiées
- Bouture, l'employé du Moi, 2003
- Participation à Top shelf ask the big question, Top Shelf, 2003
- Rubiah, L'employé du Moi, 2005
- Participation à 40075km comics, L'employé du Moi, 2006
- Participation à CRRISP!, L'employé du Moi, 2008
- Participation à Eisbar « Spécial Suisse », Nos Restes, 2010
- La Fille de l'eau, Dargaud, 2012.
- Le Sourire de Rose, Casterman & Arte Edition, 2014
- Chicagoland, Delcourt, 2015
- Nu, L'employé du Moi, 2016
- L'archipel, Gallimard, 2024.